# WANTED!火曜日バナナマン
WANTED!火曜日バナナマンは、TOKYO FMをキー局にJFN系列で2005年4月4日から2007年3月30日まで放送されていたラジオ番組であり、バナナマンは火曜日を担当していた。

## 概要
- 2005年4月にそれまで放送されていた「BPR5000」（月曜日〜水曜日）と「しんドル」（木曜日）の後番組としてスタートした。

- 基本的に生放送であるが、スケジュールの都合で収録の週もある。過去には、正月明けや、日村の「ダイナマイト関西」出場と重なった時や、ライブの稽古の為、などで収録になっている。

## 放送時間
- 毎週火曜 深夜 27:00-29:00

## 番組の特徴
- 番組冒頭はハイテンションで「こんばんは！」や「どーも！」など、何事か叫びながら始まるのが恒例になっているが、時々設楽がローテンションで始める場合もある。その時は日村が「暗い！」と突っ込む。
- 設楽が「WANTED火曜日担当、バナナマンの設楽統です！」と自己紹介し、そのあと、日村をブサイクな言い回しで紹介する。それを受けて、日村が「どうも　日村勇紀でーす！」と言ったあと、設楽に抗議する。

放送初期の自己紹介では
- 「バナナマンのカッコ悪い方、設楽統です」

　「バナナマンの、もっとカッコ悪い方、日村勇紀です」
- 「バナナマンの気持ちが悪い方、設楽統です」

　「バナナマンの、もっと気持ち悪い方、日村勇紀です」
- 「バナナマン、アタマ悪い方の、設楽統です」

　「バナナマンの、アタマも顔も悪い方、日村勇紀です」
などがあった。
- 二人の一週間の出来事など、フリートークから始まる。通常40分ほどで終え、メッセージテーマを発表したあと、各コーナーに移るが、フリートークのテーマや展開によって前半一時間はフリートークになる場合もある。

- 各コーナーで読まれたメールや、通常のメールでおもしろいものにはWANTED!特製の携帯メールブロックやバナナマンを写したポラロイド写真がプレゼントされる。

- 番組内でドッキリや罰ゲームを受けるのは基本的に日村である。

- レーティングなどの際のリスナーへのプレゼントは大抵がニンテンドーDSもしくはiPodである。（ちなみに後にTBSラジオでのバナナマンのバナナムーンのポッドキャストのランキングが2位になった際には、この番組でiPodをいっぱい出したおかげだと言っている。）

メッセージテーマ番組では毎回メッセージテーマを発表し、リスナーから体験談や意見などのメールを募集する。メールはコーナーの合間やエンディングで読まれる。

## 主なコーナー
グラフティーな青春のセリフ青春グラフティー映画が大好きな設楽。そんな今年34になる設楽統が青春時代に戻れるなら、こんなセリフを言ってみたかったという、熱い青春を感じさせるセリフを募集するコーナー。
1分持つどうでもいい話
リスナーが設楽に、どうでもいい話を切られずに1分間聞かせることができるかというコーナー。
どうでも良すぎたり、面白くなりすぎても電話を切られてしまう。3週勝ち抜くとチャンピオンとなり、「どうでもいいチャンピオンシップ」への出場権を得る。
天才ニイルセン『コーヒー2本、コーラ2本、水1本、ジュース1本、買ってきて』と頼んだのに、ウーロン茶6本買ってきた天然アーティスト、ニイルセン。そんなニイルセンが、やりそうな天然な行動を募集するコーナー。
設楽セレクションエロDVDを極太ファイル2冊分も所有する設楽。しかし、このままでは奥さんと揉めて大変なことになるかもしれない！そこで、奥さんにバレない程度で、かつ　スーパーエロコレクター設楽が納得できるようなHそうなDVDのタイトルを募集するコーナー。

## 新コーナー候補だったもの
こちらUMA対策本部日村が捕まえると豪語したUMAモスマン。しかし、世の中にはモスマン以外にも様々なUMA（未確認生物）が存在する。もし、そんなUMAに襲われそうになった時、我々人間はどんな対処をしたらいいのか？　未知なるUMAの情報、出会った時の対処法をリスナーの知っている範囲でいいので書いて送ってもらうコーナー。
日村カリスマ改造計画見た目はもちろん、発言までオーラのない日村。そこで、日村の言った全くオーラのない発言を、リスナーの手でカリスマ性を増す発言に変えてあげるコーナー。
極妻タンカ女が本気でキレた時のセリフを募集するコーナー。
バナNumberどんな人、物、出来事、結果も美しく、かっこよく、そしてすばらしく紹介してくれるスポーツ雑誌・ナンバー（Sports Graphic Number）。同じように、どうみても世間的にダメな人、行動、出来事を肯定する文を作るコーナー。

## 終了コーナー
日村勇紀の「そんな悩み3秒もかからん！」リスナーから悩みを募集し、日村が3秒で解決するコーナー。3秒で解決できなかった場合はポラをプレゼント。ヒムペキのコーナーとかぶっているということで2005年9月13日の放送で終了を発表。
ヒムペキ兄さん「そんな悩み3秒もかからん！」から派生したコーナー。「そんな〜」ではどうしても「宿題」となってしまう、リスナーからの「（替え歌またはあいの手で）歌にのせて思いを伝えたい」という悩みを別に募集するもの。日村に歌詞を考えてもらい、翌週、日村が歌って発表という形式になっている。
ボッキングメッセージバナナマンが勃起するようなメッセージを募集するコーナー。バナナマンが一人ずつ読む想像シリーズと勃起鑑定人の女性との掛け合いシリーズがある。
火曜・俳句の会
いい俳句ができたけど発表する場がない」そんな時ここに送ってきてほしい、というコーナー。季語や形式にこだわらない俳句でよい。
冒頭で、設楽の「火曜、俳句の会！」というどなりの後で、水の流れる音をながすのが恒例であったが、なぜか徐々にながす時間が長くなった。そのため時間の無駄だという日村の抗議により、ながす音を替えたのだが結局、時間を無駄にしていることに変りなく、日村の「この時間でメールもっと読めるじゃん！！」という抗議は続いている。
ブサイクだけどなんなのさ
「ブサイクでも、こうしたらモテるという方法をリスナーからいただこう」というコンセプトのコーナーだったが、途中から「ブサイクな日村さんでも、こんなに一生懸命生きているんだぞ、というブサイク魂を感じさせてくれる」メールを募集する、というコンセプトに変った。
日村の「俺、ブサイクだよ！」「たしかにブサイクだけど〜」という決まり文句のあと、メールを読む。のちに「俺、ブサイクだよ！」の後の日村に対する「悪口」も募集するようになった。
バージョンBU・KI・MI
世の中に溢れているフレーズ、メロディなどをちょっと変えると不気味になってしまう、そういった不気味バージョンを募集するコーナー。主に、不気味になる替え歌のコーナーと言っても良い。

## 設楽とドラムロール
番組内で何か重要な事を発表する時、ドラムロールが使用される。当初は普通のドラムロールの音を流したり設楽自らドラムロールを口ずさんだ後、発表していたが、布袋寅泰のRUSSIAN ROULETTEやバンビーナの曲を流しドラムロールとして使うようになった。その際、設楽はハイテンションで奇声を発しながら盛り上げるのだが、発表するまでにあまりに時間がかかりすぎるため、途中で日村に止められてしまう。最近ではドラムロールというよりも設楽の悪ふざけ的に使われている。
- ドラムロールの種類
  - 通常のドラムロール
  - 設楽が口ずさむドラムロール
  - 設楽が歌うBOØWY のB・BLUE（途中で日村に止められる）
  - RUSSIAN ROULETTE（途中で日村に止められる）
  - バンビーナ（日村に止められる。過去設楽の誕生日の時のみ、発表まで到達した）

## 過去の放送
第一回の放送で「日村と設楽、男としてどっちがスゲェのグランプリ」を開催
- 携帯電話のメモリー番号からランダムに5人にワン切りで電話をかけ、30分以内で何人返信してくるか競う。設楽はまだそれほど親しくない堂島孝平に掛け、返信がきたが、長州小力、椎名林檎からは返事が来ず。日村は武双山、山崎静代などに電話を掛けたが、母親の君香だけが返信して来るという悲しい結果になった。またビームの吉野にバナナマンが同時に電話したが、日村が先に掛けたにもかかわらず、設楽に返信がきたため、日村はショックを受ける。結果は設楽が3－1で勝利。

- リスナーのエッチな体験談を聴き、30分以内でどちらが先に勃起するかを競う。

- 途中、リスナーからの要望で日村が「弁当屋のババアとB」話を赤裸々に語る。

- 結局、二人とも勃起できず。罰ゲームとしてお互いにチンピンをし合う。日村は失敗し、設楽はダメージを受けず。逆に設楽はうまくヒットさせ、日村は悶絶。

競馬のゴッド
- 2005年4月19日（第三回）の放送で番組プロデューサー若杉からWANTED!月曜〜木曜のノベルティグッズ資金10万円を託されたことを報告するバナナマン。この10万円を競馬の「春の天皇賞」に賭けて増やそうという話になり、「競馬のゴッド」と言われている設楽に予想をすべて任せることにした。

- 2005年5月3日の放送で、設楽の予想がすべてはずれ、9万円使ったことを報告。来週のNHKマイルカップに残りの1万円を賭けることにした。

- 2005年5月10日の放送でも惨敗を報告し、10万円をすべて使い切ってしまった。代表してバナナマンのリーダーである日村が他曜日のパーソナリティ、リスナーに謝罪した。

日村とニオイ地獄
番組内で日村は数々の臭い物を嗅がされてきた。
　2005年5月17日の放送で日村の誕生日プレゼントとしてニオイ地獄初登場
芸人として、おいしいリアクションが取れるということでニオイのフルコースをプレゼントされた日村。3つの中から1つだけ選ぶという設定だったが、結局全部嗅ぐことになった。
- 死のミックスジュース（マヨネーズ、ポテトチップス、タバコの灰を混ぜた物）…レベル3
- 閻魔大王の爪の垢（ナルの足の爪の垢）…レベル4
- 伝説のビッグフット　ノグーの一週間履いた靴下…レベル3

　2005年11月1日の放送で日村罰ゲームで2度目のニオイ地獄
- 柴田理恵の屁の匂い…レベル1（※参考情報、日村は嗅いでいない）
- 餓鬼の生き血（半年ほったらかしの、のど飴の容器にスタッフの爪、足の皮、コーラ、マヨネーズ、お茶の葉を入れて混ぜた物）…レベル2
- 伝説のビッグフット　ノグーの忘れ物（ノグーが2日履いた靴下）…レベル5
- 死神ハンザーの黒魔術（ナマケのヘソのゴマ）…レベル2
- 地縛霊ミネギシの怨念（見えるラジオ担当峰岸のワキを拭いたティッシュ）…レベル2

　2005年11月15日の放送で日村罰ゲームで3度目のニオイ地獄
- 伝説のビッグフット　ノグーの忘れ物…レベル3

現在「バナナムーン」でも活用されている。
2005年11月15日の放送で日村が「別になんてことねぇよ」発言
- 発端は日村が競馬の「秋の天皇賞」で万馬券（約42万）を取ったことに始まる。番組内で「このお金でリスナーに何かプレゼントをしよう」という話になった。
- 次週、日村は新宿の高級ホテル「パークハイアット」に一泊（58000円）した話をし、「この話がリスナーへのプレゼントだ」と言い、「物」ではなく「話」こそがプレゼントだと主張した。
- 設楽の提案で日村を許すか許さないかをリスナーにアンケートし、「許す」というメールが10人きたら罰ゲームは無しに。
- 結局、「許す」メールは15人から来たのだが、全国放送にもかかわらず「たった15人？」ということになり、日村にクイズを出し、答えることができれば罰ゲームは無しということになった。

- 「日村クイズ」　番組本番前の日村の会話を隠し撮りし、自分が何と言っていたかを答えるクイズ。

- 第一問は、スタッフから「行ったんですか？安達祐実の挙式は？」と聞かれ、日村は何と言ったかという問題。日村は「ああ、行った、行った。まあ、二次会だけどね。とかそんなんでしょ」と答えたが、実際には「別になんてことねぇよ」と言っていた。（この日村の「別になんてことねぇよ」の音声は番組内で最終回まで事あるごとに流されることになってしまう） この発言が元で、スピードワゴン井戸田潤との関係がギクシャクしたものになる。
- 2006年1月25日の放送に井戸田潤がゲスト出演し、最終的に日村へのアゴパンチ一発で和解した。

2005年12月21日の放送で「2005年　どうでもいいチャンピオンシップ」開催
- 6人のチャンピオンが出場する予定だったが、うち1人は連絡がつかず5人での開催となった。5人のうち「年下ボス」だけがクリアしたにも拘らず、チャンピオンは該当者なし、準グランプリは「ひな」となった。

2006年2月8日の放送で、日村がモスマン捕獲宣言
- マレーシアで巨大生物の目撃情報や足跡が発見されたというニュースの話になった際、日村が世界中の未確認動物（UMA）の情報を紹介した。日村はこの話の中で出たアメリカのウェストバージニア州で目撃された蛾人間「モスマン」を捕まえると宣言したが、ライブなどで多忙のため、なかなかアメリカに行くことができず約束を果たせていない。

2006年6月14日の放送で「日村B勇紀杯　上半期ブサイク フェスティバル」を開催
- これは「ブサイクだけどなんなのさ」の拡大版であったが、「ブサイク運チェック」などのコーナーや、曲を流しているうちに時間が経ち、放送開始約1時間20分後にようやく開催された。しかし開催されてからも「テレフォンブタックス選手権」をあいだに挟んだりしたため、ますます時間がなくなってしまった。

## 番組内で生まれたオリジナルキャラクター
O.M.セツラク2006年4月19日の放送（日村勇紀は今日の放送のおかしい所を何ヶ所当てられるか大会）のオープニングナンバーで「西日本で爆発的な人気を誇るアーティスト」として紹介された。「愛は勝つ 2006」を歌っている。正体は設楽なのだが、歌を聴いても日村は気付かなかった。
マイク・ハル・エル・じゅんこ2006年4月19日の放送でニセゲストとして登場。今、話題のアーティストという設定だったが、正体は英語の上手い一般の日本人女性。マイク・ハル・エル・じゅんこという名前は マイケル・ジャクソンに似せて作られた。2006年5月17日の放送では彼女から日村へ、誕生日のお祝いメッセージが届けられた。しかし、そのメッセージの中で「ファッキン」を連発し単なる悪口だったため、日村は激怒。
マイク・ハル・エル・じゅんこのプロフィール
マイク・ハル・エル・じゅんこ。ニューヨーク生まれの21歳。
アメリカかぶれの父と日本人の母とのハーフ系で、5歳から日本に移住。
父がパン職人という事もあり、その影響を受け幼い頃から音楽の才能を発揮、街で口笛を吹いている所をスカウトされ、歌唱力からアメリカでデビュー。
デビューシングルとなった「ATUBARUMIH」（アチューバルミ）」は、
台湾のボディソープのCMソング候補になったほど！
その後、「普通の女の子に戻りたい」と歌手活動を停止していたが今年復帰。
そして、復帰シングルとなった
「arumih uoray osuk（アルミフ　ウォレイ　オスク）」は、
じゅんこさんが出会った顔も心も汚れきった最低の男をディスった歌で、
早くもアメリカでは話題になっており、アメリカ・ベルボード誌『今、1番か2番に気になる
アジアン歌姫』に日本人初・3位にランクイン！
マイク・ハル・エル・じゅんこからのお祝いメッセージ
Hello, I am MIKE HALU ELU JUNKO.
Fuckin' HIMURA is very fuckin' HIMURA's birthday.
I think Japanese No.1 fuckin' HIMURA.
You are fuckin' of fuckin' champion!
Because, HIMURA fuckin' and famous fuckin' very fuckin' body!
Jesus! fuckin' HIMURA is this!
ahahaha! torrrrr! fuck!
ahahaha! torrrrr! fuck!
ahahaha!
See you fuckin' again!
コマキ同じく2006年4月19日の放送でゴマキのニセモノとして登場し、日村へのメッセージが流された。しかしコマキは日村のことをピチカート・ファイヴの小西康陽と間違えているという設定で話しているため、日村にはニセモノと気付かれてしまった。

## 名言集
バナナマンの名言。バナナマンに関連する人物が言った名言。
俺たちこれから すごいことになるぜ日村が、設楽に初めて出会った日に言った言葉。出会ったその日に、設楽の家に泊まりにきた日村。いろいろ話をした後、寝る時間になって電気を消したが、日村はまた電気を点ける。「ちょっと　すごいこと言っていい？」と言う日村。設楽は、日村が「俺、男が好きだ」的な告白をするのではないかと思ってしまうが、日村は「俺たちこれから、すごいことになるぜ」と、ひとこと言い、電気を消した。設楽は「こいつバカなんじゃないの」と困惑。
この雨は やまない昔、雨が降っている中、日村が言った言葉。日村勇紀得意の言い切りパターンである。当然、そのあと雨は止んだ。日村が無謀な発言をした時に 引き合いに出されることが多い迷言。
小阪 てめえがゾンビやれTBSのテレビドラマアキハバラ@DEEPの監督大根仁がアキラ役小阪由佳に対して言ったもの。ゾンビと戦うシーンでの小阪のセリフが何を言っているのか聞き取りづらいためNGを連発。業を煮やした大根が「小阪 てめえがゾンビやれ、このやろう」「何言ってるか分かんねぇから、おまえゾンビやれ。ゾンビだったらアーでいいよ」と言った。ゾンビ役をしていた日村が30minutesの時とは大違いの「鬼・大根」ぶりに驚き、番組でこの話を紹介した。
エレーバー象を英語で何と言う？と聞かれて小阪由佳がこう答えた。靴は？の質問には「スニーカー」。迷回答の小阪に 「お前 スニーカー（と答えるような頭）でよく高校行けたな」と日村が言うと、小阪は「違いますよ！高校にはローファー履いて行ってたんですよ」と答えた。ほかにも世界三大美女は？に「クリスタルカイザー」 「ようきひこ」　世界三大珍味は？に「イクラ」と答えるなどバカっぷりを披露した。
俺のこと好きなの？クイズプレゼンバラエティー Qさま!!の解散ドッキリで設楽が日村に聞いた言葉。解散を切り出されて動揺する日村に、設楽が「俺のこと好きなの？」と聞くと日村は「それは…好きでしょ」と答えた。
バーター2006年6月7日放送のスペシャルウィークでリスナーへのプレゼントの資金を日村に出させるため、設楽が連発した言葉。最近の仕事は「日村のバーター」で出演させてもらっていると語る設楽。さらに、日村のほうが仕事が多く、自分はオフが多いと話し、稼いでいる日村がプレゼント資金を出すべきだと主張した。ほかにも、番組スタッフが街角知名度調査を行った結果を発表し日村を納得させることに成功した。
俺、ディープキスしたい2006年7月12日の放送で「もし、明日地球が滅びるとしたら最後に何をしたい？」という話になり、日村が答えた言葉。セックスよりも愛を確かめ合える行為だと語る。設楽は家具のデザインとニンテンドーDS、または友達とトランプと答える。
ぞうげって何？日本テレビのドッキリ番組でカンボジアへ行ってきたバナナマン。リスナーへのお土産に日村が買った「象牙」という安く白い箸を見て「それ象牙じゃないと思う」と設楽がつっこむと、「ぞうげって何？象の毛なの？」と日村。象牙が何かも、高価なものとも知らなかった。

## スタッフ
- オークラ
- 辻さん（ディレクター、辻慎也）
- ナル（作家、成瀬正人）
- ビッグフット ノグー（AD、のぐち よしたけ）
- ナマケ（AD、はんざわ みつはる） - 2006年11月29日の放送をもって卒業。

## 主なゲスト
- ダブルブッキング
- 魚でF及川裕也
- ビーム
- マイク・ハル・エル・じゅんこ
- 大根仁
- 岡宗秀吾（オカルトさん）
- 井戸田潤
- 星野源

## 主な投稿者
- 農機具
- あいちゃん
- EDペーレー
- セルタッチ・改
- チンダル現象
- ジェリコ
- ヒロアキーン
- アルパチーノ
- エロ
- ドクターKO
- お湯
- 設楽スカイウォーカー
- 青身魚
- 突撃アナル